# Sébastien Dewaest
Sébastien Dewaest (Poperinge, 27 mei 1991) is een Belgisch voetballer die als centrale verdediger speelt. Hij debuteerde in het profvoetbal bij de Belgische tweedeklasser KSV Roeselare. Sinds 2015 staat hij onder contract bij KRC Genk.

## Carrière

### Jeugd
Dewaest speelde tot 2011 bij de Franse eersteklasser Lille OSC, hij kreeg hier zijn opleiding waar hij in de jeugdteams samen speelde met landgenoten Eden Hazard en Gianni Bruno. In het seizoen 2010-2011 speelde hij tot de winterstop 2 wedstrijden voor het tweede elftal van Lille dat in de Franse vierde klasse uitkomt, Dewaest zou er echter niet in slagen om door te breken bij het eerste elftal van de club.

### KSV Roeselare
In de winterstop van het seizoen 2010-2011 nam de Belgische tweedeklasser KSV Roeselare hem over van Lille. Hij maakte zijn debuut op 26 maart 2011 in de wedstrijd tegen OH Leuven. In zijn eerste half jaar zou hij uiteindelijk aan 5 wedstrijden komen. In de volgende 2 seizoenen maakte Dewaest indruk en kwam hij aan 53 wedstrijden waarin hij 4 goals scoorde. Door zijn goede prestaties lokte hij de interesse van verschillende eersteklassers.

### Sporting Charleroi
Voor aanvang van het seizoen 2013-2014 werd bekend dat Dewaest overstapte naar eersteklasser Sporting Charleroi. Hij maakte zijn debuut in de thuiswedstrijd tegen KRC Genk waarin hij al na 18 minuten moest invallen voor Jonathan Vervoort. Zijn eerste goal maakte hij in de thuiswedstrijd tegen Cercle Brugge. Hij kwam in zijn eerste seizoen in eerste klasse uiteindelijk aan 31 wedstrijden en 5 goals. In het seizoen 2014-2015 haalde hij play-off 1 met Charleroi, zelf speelde hij dat seizoen 40 wedstrijden waarin hij 3 doelpunten maakte.

### KRC Genk
Op 10 augustus 2015 werd bekend dat hij de overstap maakte naar KRC Genk waar hij een contract tekende voor 5 jaar. Hij moest er de vervanger worden van Kara Mbodj die de overstap maakte naar RSC Anderlecht. Zijn eerste goal maakte hij in de wedstrijd tegen zijn ex-ploeg Sporting Charleroi. In het seizoen 2017/2018 kwam Dewaest weinig aan spelen toe door een zware knieblessure die hij in juni 2017 opliep, hij keerde echter in januari 2018 sterker terug en tekende een maand later een contractverlenging tot de zomer van 2022 bij Genk. Op 15 september 2018 maakte hij de enige goal (en dus ook de winning goal) in de topper tussen Genk en RSC Anderlecht. Het seizoen 2018-2019 werd uiteindelijk een zeer succesvol seizoen voor Dewaest want naast dat hij een onbetwistbare titularis werd won hij op 17 mei 2019 ook nog eens de landstitel met Genk op het veld van Anderlecht. Door zijn goede prestaties van het afgelopen seizoen werd het contract van Dewaest eind juni 2019 verlengd tot de zomer van 2023.
Na het vertrek van Leandro Trossard in de zomer van 2019 zal Dewaest vanaf het seizoen 2019-20 de aanvoerdersband dragen bij Genk. In de Belgische supercup tegen KV Mechelen, op 20 juli 2019, speelde Dewaest zijn eerste officiële wedstrijd met deze aanvoerdersband. Hij wist in de 14de en 60ste minuut te scoren en leidde Genk zo op weg naar een 3-0 overwinning.
Aan het begin van het seizoen 2020-21 raakte Dewaest zijn basisplaats en aanvoerdersband kwijt onder trainer Hannes Wolf. In september 2020 werd hij naar de B-kern verwezen, dit door enkele incidenten op training met onder meer trainer Wolf. Enkele dagen later werd Wolf ontslagen, in onderling overleg werd echter beslist dat Dewaest niet zal terugkeren naar de A-kern van Genk.
Op 7 januari 2021 maakte Genk bekend dat Dewaest voor een half seizoen uitgeleend zal worden aan de Franse tweedeklasser Toulouse FC. Hij kwam in 17 wedstrijden in actie voor de club dat derde werd in de eindrangschikking. Hierdoor mochten barragewedstrijden gespeeld worden tegen FC Nantes met als inzet promotie naar de Ligue 1. Deze werden, over twee wedstrijden, echter verliezend afgesloten. Na dit half jaar keerde Dewaest terug naar Genk waar hij mocht beschikken. Hij sloot er aan bij de B-kern alvorens een nieuwe club gevonden te hebben.
Op 20 juli 2021 maakte Genk bekend dat Dewaest opnieuw uitgeleend zou worden, gedurende één seizoen aan reeksgenoot Oud-Heverlee Leuven. Dewaest was het gehele seizoen basisspeler onder coach Marc Brys, hij kwam in 29 competitiewedstrijden in actie. In al deze wedstrijden begon hij in de basisopstelling. Na de uitleenbeurt keerde hij terug naar Genk waar hij nog één seizoen onder contract stond, hij paste echter niet in de plannen van hoofdcoach Wouter Vrancken en moest meetrainen met de B-kern.
Op 30 september 2022 verscheen Dewaest aan de aftrap in een competitiewedstrijd van Jong Genk (de beloftenploeg van KRC Genk) die in het seizoen 2022/23 uitkomen in de Challenger Pro League, het op één na hoogste niveau in België. 

## Clubstatistieken
| Seizoen     | Club               | Land               | Competitie      | Competitie | Competitie | Beker | Beker | Super Cup | Super Cup | Continentaal | Continentaal | Totaal | Totaal |
| Seizoen     | Club               | Land               | Competitie      | Wed.       | Dlp.       | Wed.  | Dlp.  | Wed.      | Dlp.      | Wed.         | Dlp.         | Wed.   | Dlp.   |
| ----------- | ------------------ | ------------------ | --------------- | ---------- | ---------- | ----- | ----- | --------- | --------- | ------------ | ------------ | ------ | ------ |
| 2010/11     | Lille OSC B        | Vlag van Frankrijk | CFA             | 2          | 0          | —     | —     | —         | —         | —            | —            | 2      | 0      |
| Club totaal | Club totaal        | Club totaal        | Club totaal     | 2          | 0          | -     | -     | -         | -         | -            | -            | 2      | 0      |
| 2010/11     | KSV Roeselare      | Vlag van België    | Tweede klasse   | 5          | 0          | —     | —     | —         | —         | —            | —            | 5      | 0      |
| 2011/12     | KSV Roeselare      | Vlag van België    | Tweede klasse   | 23         | 0          | 1     | 0     | —         | —         | —            | —            | 24     | 0      |
| 2012/13     | KSV Roeselare      | Vlag van België    | Tweede klasse   | 31         | 4          | —     | —     | —         | —         | —            | —            | 31     | 4      |
| Club totaal | Club totaal        | Club totaal        | Club totaal     | 59         | 4          | 1     | 0     | -         | -         | -            | -            | 60     | 4      |
| 2013/14     | Sporting Charleroi | Vlag van België    | Eerste klasse A | 31         | 5          | 1     | 0     | —         | —         | —            | —            | 32     | 5      |
| 2014/15     | Sporting Charleroi | Vlag van België    | Eerste klasse A | 40         | 3          | 4     | 0     | —         | —         | —            | —            | 44     | 3      |
| 2015/16     | Sporting Charleroi | Vlag van België    | Eerste klasse A | 3          | 0          | —     | —     | —         | —         | 4            | 0            | 7      | 0      |
| Club totaal | Club totaal        | Club totaal        | Club totaal     | 74         | 8          | 5     | 0     | -         | -         | 4            | 0            | 83     | 8      |
| 2015/16     | KRC Genk           | Vlag van België    | Eerste klasse A | 38         | 2          | 4     | 1     | —         | —         | —            | —            | 42     | 3      |
| 2016/17     | KRC Genk           | Vlag van België    | Eerste klasse A | 21         | 0          | 5     | 0     | —         | —         | 9            | 1            | 35     | 1      |
| 2017/18     | KRC Genk           | Vlag van België    | Eerste klasse A | 6          | 0          | 1     | 0     | —         | —         | —            | —            | 7      | 0      |
| 2018/19     | KRC Genk           | Vlag van België    | Eerste klasse A | 34         | 4          | 3     | 1     | —         | —         | 13           | 2            | 50     | 7      |
| 2019/20     | KRC Genk           | Vlag van België    | Eerste klasse A | 24         | 3          | 2     | 0     | 1         | 2         | 4            | 0            | 31     | 5      |
| 2020/21     | KRC Genk           | Vlag van België    | Eerste klasse A | 0          | 0          | 0     | 0     | —         | —         | —            | —            | 0      | 0      |
| Club totaal | Club totaal        | Club totaal        | Club totaal     | 123        | 9          | 15    | 5     | 1         | 2         | 26           | 3            | 165    | 16     |
| 2020/21     | → Toulouse FC      | Vlag van Frankrijk | Ligue 2         | 16         | 0          | 1     | 0     | —         | —         | —            | —            | 17     | 0      |
| Club totaal | Club totaal        | Club totaal        | Club totaal     | 16         | 0          | 1     | 0     | 0         | 0         | 0            | 0            | 17     | 0      |
| 2021/22     | → OH Leuven        | Vlag van België    | Eerste klasse A | 29         | 0          | 3     | 0     | —         | —         | —            | —            | 32     | 0      |
| Club totaal | Club totaal        | Club totaal        | Club totaal     | 29         | 0          | 3     | 0     | 0         | 0         | 0            | 0            | 32     | 0      |
| 2022/23     | Jong Genk          | Vlag van België    | Eerste klasse B | 1          | 0          | —     | —     | —         | —         | —            | —            | 1      | 0      |
| Club totaal | Club totaal        | Club totaal        | Club totaal     | 1          | 0          | 0     | 0     | 0         | 0         | 0            | 0            | 1      | 0      |
| TOTAAL      | TOTAAL             | TOTAAL             | TOTAAL          | 293        | 21         | 25    | 5     | 1         | 2         | 30           | 3            | 349    | 31     |

## Interlandcarrière
Dewaest was in het verleden als jeugdinternational actief voor het Belgisch voetbalelftal. Hij kwam uit voor de U16, U17, U18 en U19 van zijn land.
| Nationale ploeg | wedstrijden | Goals |
| --------------- | ----------- | ----- |
| België U16      | 3           | 0     |
| België U17      | 10          | 2     |
| België U18      | 1           | 0     |
| België U19      | 4           | 0     |
| Totaal          | 18          | 2     |

## Trivia
- In de zomer van 2015 liet hij zijn haar om een wel heel opvallende reden blonderen. Na een wedstrijd in de UEFA Europa League met Charleroi tegen het Oekraïense Zorja Loehansk ontstond er een weddenschap met ploegmaat Roman Ferber nadat ze naar de tekenfilm Dragon Ball Z hadden gekeken. Dewaest liet zijn haar kleuren naar de stijl van hoofdpersonage Son Goku.
- In zijn vrije tijd doet Dewaest ook aan kooivoetbal.
- Dewaest staat bekend om zijn vele tatoeages, in september 2018 liet hij een kus van zijn vrouw op zijn nek tatoeëren.

## Palmares
| Belgisch kampioen  | 1x | 2018/19 |
| Belgische Supercup | 1x | 2019    |